# Attilio Romero
Attilio Romero, detto Tilli (Torino, 19 aprile 1948), è un dirigente sportivo e dirigente d'azienda italiano, ultimo presidente del Torino Calcio prima della bancarotta del 2005.

## Biografia
Figlio del professor Andrea Romero, primario di neurologia all'Ospedale Mauriziano, si diploma al liceo classico Vittorio Alfieri.

### L'investimento di Meroni
Da sempre tifoso del Torino, il 15 ottobre 1967, all'età di 19 anni, si ritrova protagonista di un drammatico episodio che coinvolge proprio la sua squadra preferita, di cui, per ironia della sorte, diventerà presidente decenni dopo: mentre sta rientrando alla sua abitazione di Corso Re Umberto dopo aver assistito alla partita Torino-Sampdoria, finita 4-2, a bordo della sua Fiat 124 Coupé, travolge due calciatori del club granata che stanno attraversando tale strada, Fabrizio Poletti e Luigi "Gigi" Meroni. Il primo viene preso di striscio, mentre il secondo, anch'egli residente in Corso Re Umberto, viene colpito a una gamba, sbalzato in aria ed investito in pieno da un'altra macchina una volta caduto di nuovo a terra nella corsia opposta, riportando gravissime lesioni che lo porteranno alla morte. Il neopatentato Romero prima si ferma a bordo strada per prestare soccorso, successivamente si presenta spontaneamente alla polizia, dove viene interrogato fino a tarda notte e poi rilasciato, tornando a casa. Il relativo processo stabilirà che il giovane non avrebbe potuto evitare in alcun modo i due giocatori e lo assolverà dall'accusa di omicidio colposo. La sentenza n. 174/1971 della Cassazione civile imporrà a Romero di versare un risarcimento per danni alla società granata.

### Laurea e incarico alla FIAT
Si laurea in scienze politiche ed entra nell'ufficio stampa della FIAT, dove rimane per molti anni e ricopre molti incarichi, tra cui quello di portavoce di Gianni Agnelli.

### Presidente del Torino Calcio
Lascia l'azienda il 13 giugno 2000, quando il proprietario del Torino Francesco Cimminelli lo chiama a ricoprire il ruolo di presidente.
Rimane al Torino Calcio fino al fallimento, cercando per tutta la durata della vicenda che porta all'esclusione dalla Serie A di mantenere viva una sorta di speranza nei tifosi, per poi chiedere pubblicamente scusa in un'intervista a Tuttosport il 9 agosto 2005. La sera stessa arriva la sentenza del Consiglio di Stato.

#### Le inchieste
Viene incriminato dai giudici di Torino per bancarotta documentale, truffa ai danni della FIGC, malversazione ai danni del credito sportivo e violazione della legge del 2000 sulle fatturazioni.
Nel 2008 patteggia una pena di due anni e sei mesi di carcere.